# Dorothea Hedwig von Braunschweig-Wolfenbüttel

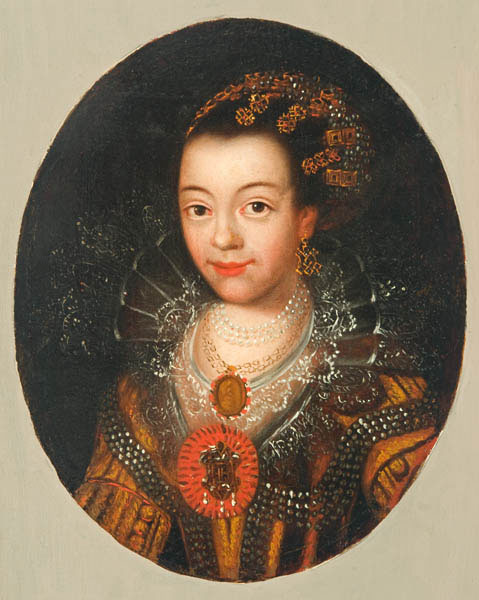
Dorothea Hedwig von Braunschweig-Wolfenbüttel

Dorothea Hedwig von Braunschweig-Wolfenbüttel (* 3. Februar 1587 in Wolfenbüttel; † 16. Oktober 1609 in Zerbst) war eine Prinzessin von Braunschweig-Wolfenbüttel und durch Heirat Fürstin von Anhalt-Zerbst.

## Leben
Dorothea Hedwig war das älteste Kind des Herzogs Heinrich Julius von Braunschweig-Wolfenbüttel (1564–1613) aus dessen erster Ehe mit Dorothea (1563–1587), Tochter des Kurfürsten August von Sachsen (1526–1586). Ihre Geburt hatte den Tod ihrer Mutter verursacht.
Dorothea Hedwig heiratete am 29. Dezember 1605 in Wolfenbüttel Fürst Rudolf von Anhalt-Zerbst (1576–1621). Sie starb während der Geburt ihres vierten Kindes; eine totgeborene Prinzessin, die erst eine Stunde nach dem Tod der Mutter zur Welt kam. Die Fürstin wurde in der Bartholomäikirche in Zerbst beigesetzt. Ihr Wahlspruch lautete: Die Furcht des Herrn ist der Weisheit Anfang.

## Nachkommen
Aus ihrer Ehe hatte Dorothea Hedwig folgende Kinder:
- Tochter (*/† 1606)
- Dorothea (1607–1634)

⚭ 1623 Herzog August der Jüngere von Braunschweig-Wolfenbüttel (1579–1666)
- Eleonore (1608–1681)

⚭ 1632 Herzog Friedrich von Schleswig-Holstein-Norburg (1581–1658)
- Tochter (*/† 1609)